# Спор о Рукописях
Спор о Рукописях (сокращенно спор о RKZ) — название спора между сторонниками и противниками подлинности Краледворской (RK) и Зеленогорской (RZ) рукописей. Предметом возникшего в XIX веке спора было выяснение, являются ли эти рукописи исключительно важными памятниками времен истоков чешской литературы XIII—XIV веков или это современная фальсификация. Только в 1970 году стали считать, что Рукописи могли быть созданы в XIV—XIX вв.
Рукописи, в основном, считались подлинными с момента обнаружения RK в 1817 году, над выдвинутыми в 1824 году сомнениями Добровского в подлинности RZ преобладал авторитет их защитника Палацкого. Рукописи так повлияли на культурную жизнь чешского возрождения, что даже в конце XIX века они вдохновляли художников поколения Национального театра. В то время спор достиг наивысшей точки, когда эксперты из разных отраслей знания предоставили убедительные доказательства поддельности рукописей. В число экспертов входили, в первую очередь, филолог Гебауэр, затем историк Голл и философ Масарик, объединённые вокруг журнала Масарика Athenaenum. Хотя по результатам исследования, который для Национального музея провели химики Белогоубек и Шафарик, RK показала себя, как подлинные памятники средневековья, в итоге возобладало мнение о поддельности Рукописей. Австрийское министерство культуры и образования постановило переквалифицировать Рукописи из старочешской литературы в новочешскую, с тех пор в чешских школах преподают, что RK и RZ являются поздней подделкой.
Отказ от поддельных Рукописей и связанного с ними романтического взгляда на идеализированное прошлое стали частью сформулированной Масариком современной программы реализма. С затиханием спора о RKZ разгорелся другой научно-общественный спор, так называемый спор о смысле чешской истории между сторонниками Масарика и историками школы Голла.
Спор о RKZ практически завершился в 60-х годах XX века, когда общепринятым стал вывод о поддельности Рукописей, поддержанный криминалистической экспертизой, которую выполнила и описала так называемая команда Мирослава Иванова. С этим выводом, однако, не согласны сторонники подлинности рукописей из Чешского общества рукописей, которые до сих пор продолжают оспаривать доказательства подделки Рукописей и защищают их культурно-историческую ценность.
Рукописи хранятся в отделе рукописей и редких печатных изданий Библиотеки Национального музея в Праге, так как, несмотря на время и обстоятельства их создания, речь идёт об уже более чем 200-летнем памятнике. В 2017—2018 гг. было проведено материальное изучение RK и RZ с целью определить и задокументировать текущее физическое состояние обеих рукописей.

## Предмет спора
Предметом спора являются, прежде всего, четыре рукописи, найденные в короткий промежуток времени, две небольших и две более обширных и значительных, которые дали название спору (сокращение RKZ). В порядке обнаружения:
- 1816 — Вышеградская песня (PV), также «Любовная песня под Вышеградом», якобы нашёл Йозеф Линда
- 1817 — Краледворская рукопись (RK), якобы нашёл Вацлав Ганка в Краледворском костеле[чеш.]
- 1818 — Зеленогорская рукопись (RZ), первоначально называлась «Либушин суд», отправлена анонимно, по более поздним представлениям из замка Зелена-Гора[чеш.]
- 1819 — Любовная песня короля Вацлава (MPKV), якобы нашёл Я. Циммерман[чеш.]

Предполагаемым временем создания рукописей считался период до XIII—XIV вв, «Зеленогорской рукописи» — IX—XI века. Краледворская и Зеленогорская рукописи - тонкие пергаментовые книги небольшого формата, написанные плотным средневековым шрифтом с отмеченными инициалами, но без миниатюр. Большую часть RZ занимает единственное стихотворение «Либушин суд», в котором княжна Либуше принимает решение о наследстве двух братьев. Более обширная RK содержит 14 стихов, эпические песни, в основном, прославляющие победу чехов над врагами в легендарные и исторические времена, а также более короткие лирические стихи, в основном, любовного содержания с природными мотивами.
Остальные рукописи имеют значение в первую очередь как источник дополнительных аргументов в споре, иногда к ним причисляют более поздние находки — чешские записи в двух рукописях и одно стихотворение:
- 1827 — чешские глоссы в Mater verborum (MV), приписываемые Вацлаву Ганке, который нашёл рукопись в Библиотеке Национального музея
- 1828 — «Евангелие святого Иоанна» (EJ), фрагмент латинского текста со старочешским переводом между строк, якобы нашёл Вацлав Ганка в переплете старой книги «Disciplina et doctrina Gymnasii Gorlicensis», купленной у пражского антиквара
- 1849 — «Либушино пророчество» (LP), нашёл Вацлав Ганка в переплете книги «De arte moriendi» в музейной библиотеке. Речь идёт о чешском переводе латинского стихотворения, которое входит в так называемую хронику Мариньолли; предсказательница Либуше предвидит рождение великого чешского правителя[6]

## История спора
Спор о рукописях пережил несколько волн, каждая из которых привносила новые точки зрения, иногда спор политизировался или становился поводом для столкновений между литературными течениями. Глядя на этот спор, важно понимать, что в XIX веке литература имела гораздо больший резонанс в обществе, чем в наше время начала XXI века, и что спор касался не только ученых и писателей, но и простых людей.

### Истоки спора
Спор о возрасте найденных рукописей стал реакцией на обнаружение в течение короткого периода с 1816 по 1819 гг. сразу четырёх якобы древних литературных памятников. Находки были сделаны во время национального возрождения, когда чешские возрожденцы и популяризаторы чешского языка горячо приветствовали доказательства того, что чешский — равноправный язык с равноправной историей. Для национального возрождения были необходимы доказательства независимости чешского языка от немецкого не только в лингвистическом отношении, но и в литературном или культурном. Проблемой, ощущавшейся в то время очень сильно, было отсутствие героического эпоса, который тогда считали важнейшим элементом литературы.
Эта потребность привела к тому, что, прежде всего, молодое поколение очень охотно приняло рукописи как подлинные, сопоставимые с немецкой «Песнью о Нибелунгах» или русским «Словом о полку Игореве».
Сомнения изначально возникли только в отношении Зеленогорской рукописи, которая считалась самой древней и датировалась IX-X веками. Краледворская рукопись, отнесённая палеографически, лексически и стилистически к XIII—XIV вв. была принята без оговорок. Началом спора о рукописях считают выступление Йосефа Добровского в 1824 году, в котором он назвал Зеленогорскую рукопись подделкой и объявил её автором Вацлава Ганку. Добровский был первым действительно крупным ученым, который публично высказал предположение о фальсификации. На это его натолкнуло идеалистическое изображение прошлого в рукописи и противоречия, в особенности с Чешской и Далимиловой хроникой. По его мнению, против подлинности свидетельствовали также обстоятельства нахождения RZ. Ещё одной проблемой, на которую обратил внимание Добровский, было грамматически точное соответствие современным взглядам на развитие орфографии, фактически, в рукописи безоговорочно подтверждаются недавно высказанные предположения. Как пояснял Добровский, старое произведение вряд ли может так точно соответствовать предположениям о развития языка, некоторые из которых строятся только на догадках. В том же году Добровский назвал подделкой «Вышеградскую песню».
Против Добровского выступило новое поколение. Сначала это был Вацлав Свобода, потом Павел Йозеф Шафарик и, прежде всего, Франтишек Палацкий, считавший рукописи подлинными. После смерти Добровского Палацкий с Шафариком в 1840 году издали труд «Die ältesten Denkmäler der böhmischen Sprache», где опровергали его доводы и приводили химический и микроскопический анализ Августа Корды, который должен был доказать древний возраст RZ. Мнение Добровского оказалось практически одиноким, Рукописи стали считаться подлинными и на чешской земле в их подлинности в течение некоторого времени перестали сомневаться. Сторонники рукописей иногда отказывались от предметной аргументации и обращали внимание на психическое заболевание Добровского; так, по мнению Йозефа Юнгмана, Добровскому надо иногда что-нибудь прощать ввиду его старости, болезни и прежних заслуг.

### Реакция из-за рубежа
Вскоре рукописи стали известны за рубежом, чему способствовали многочисленные переводы и издания в других странах. Только к 1850 году перевод RKZ, или по крайней мере некоторых песен RK, вышел на немецкий, польский, русский, английский, французский, украинский, сербский, словенский, итальянский, верхнелужицкий. Мнения иностранных славистов иногда были негативными — например, в 1829 году обе рукописи отверг французский лингвист Ерней Копитар, который подчеркивал их преувеличенный патриотизм и славянство. Это отношение не вызвало большой ответной реакции в Чехии, так как Копитар был учеником Добровского и некоторые взгляды учителя на науку у него были заметны.
В 1832 году против Зеленогорской рукописи выступил словацкий писатель Юрай Палкович.
Большой толчок к популяризации Рукописей дала заинтересованность Гёте, обратившего на них внимание европейских ученых. С немецким переводом RK, который ему посвятил граф Кашпар Штернберг, Гёте познакомился в 1822 году. Гёте не вмешивался в спор, его привлекала поэтическая сила текста и он даже переложил на немецкий стихотворение «Букет» (Das Sträusschen, 1827). Рукописями интересовались и другие крупные европейские интеллектуалы первой половины XIX века, такие как Якоб Гримм, Клод Форьель, Джузеппе Мадзини, Адам Мицкевич.
Почти через тридцати лет после Копитара Рукописи начала чаще замечать немецкая и немецкоязычная интеллигенция. Например, Карл Маркс в 1856 году охарактеризовал стихотворение «Záboj» из RK «совершенно фанатическим и полемическим». Пронемецкие историки Юлиус Фейфалик (в 1858 году) и Макс Бюдингер (в 1859 году) отметили аисторичность обращенности Рукописей к славянским землям без немецкого влияния и опубликовали свои аргументы за фальсификацию обеих Рукописей. Высказанные подозрения и постепенно накапливающиеся доказательства почти не пошатнули позиции Рукописей, большая часть чешской общественности продолжало считать их подлинными.

### Возвращение спора на чешские земли
Однако постепенно сомнения появились и у чешской стороны. Например, в 1852 году Вацлав Болемир Небеский в своём исследовании критически высказался о Краледворской рукописи и сдержанно прокомментировал Зеленогорскую рукопись. Двумя годами позже Ян-Эразм Воцель, председатель Археологического кружка в Музее Чешского королевства, указал на сходство одного отрывка RK с «Книгой чудес света» Марко Поло. Но критики часто приходили к выводу, что рукописи всего лишь созданы позже и не были фальсифицированы.
В 1858 году RKZ были анонимно названы подделкой в пражском немецком еженедельнике «Tagesbote aus Böhmen» в статье «Handschriftliche Lügen Und palaeographische Wahrheiten» (Рукописные лжи и палеографические истины). В авторстве спустя много лет признался библиотекарь Антон Цайдлер. Вскоре выяснилось, что публикацию статьи фактически инициировал начальник пражской полиции Пойман. По настоянию своего окружения (включая Палацкого) Вацлав Ганка подал в суд на главного редактора журнала Tagesbote Давида Куха за оскорбление чести. Ганка выиграл спор, суд пришёл к выводу, что Ганка не был автором RK, а только нашёл рукопись. Кух был приговорен к штрафу и тюремному заключению, но в конечном итоге оправдан административным решением Верховного суда Вены. Сам Ганка умер вскоре после этого в 1861 году, его похороны были грандиозным событием.
Чешская интеллигенция рассматривала попытки доказать фальсификацию Рукописей не иначе как намерение нанести ущерб формирующемуся чешскому национальному самосознанию и помешать уравноправливанию чешского языка. Эта постепенно усиливающаяся политизация спора вынуждала активных людей примкнуть к одной из сторон, взгляд на рукописи нередко определял принадлежность к той или иной идеологии. Хотя подлинность Рукописей была признана и знание их стало частью образования, спор не разрешился.
Рукописи стимулировали дальнейшие исследования в архивах и интерес к чешской истории, благодаря чему появились находки, которые значительно отличались от Рукописей. Противники подлинности утверждали, что это служит доказательством фальсификации, сторонники подлинности заявляли о существовании более старой чешской поэтической школы, развивавшейся независимо. Другой проблемой было то, что Рукописи выглядели чисто чешскими, поэтому нельзя было принять теорию иностранного влияния. Отсюда возникает вопрос, почему у Рукописей не было предшествующих произведений, которые обычно есть у памятников такого качества. Против подлинности начали свидетельствовать новые знания о развитии чешской грамматики, в некоторых случаях они расходились с Рукописями. Усложняло дело и то, что рукописи находились в согласии с хроникой Вацлава Гаека из Либочан, которая противоречила историческим знаниям, и некоторые вещи писатель времен создания Рукописи должен был воспринимать иначе. Объяснение, что средневековые сочинения тенденциозны, было трудно принять, так как не было никого, с кем можно было бы связать эту тенденциозность. Суд более или менее разрешил спор о подлинности рукописей, но было очевидно, что эти факты обязательно должны привести к новой критике.

### Выступление реалистов против подлинности Рукописей
В 70-80-е годы XIX века в чешской литературе появляются новые направления, споры между ними косвенно повлияли на спор о Рукописи. В то время как у руховцев доминировал патриотизм и идея славянского единства, лумировцы были космополитичнее и стремились приблизить чешскую литературу к развитым европейским литературам. Со временем полностью отказались от целенаправленности и политизации искусства. Приоритетом лумировцев перестал быть патриотизм. В ущерб делу, в некоторых случаях, отказ от патриотического взгляда на Рукописи рассматривался как уклон в сторону поддельности Рукописей. На литературную атмосферу также влиял зарождающийся реализм, стремившийся повернуть литературу в сторону современной жизни. Реалисты критиковали почти всю чешскую литературу и её истоки.
В 1877 году Адольф Патер на основе палеографического анализа выяснил, что в рукописи Mater Verborum, найденной в 1827 году Вацлавом Ганкой, среди чешских глосс настоящих только около четверти. В 1878 году Алоис Войтех Шембера поставил под сомнение возраст RZ и позже назвал RZ, RK и другие спорные памятники подделками Вацлава Ганки и Йозефа Линды. В 1879 году свое мнение о подлинности рукописей высказал Антонин Вашек (лингвист и национальной будитель, отец Петра Безруча) в своей работе «Филологическое доказательство того, что Краловедворская и Зеленогорская рукописи, а также фрагмент Евангелия от Иоанна, подделаны Вацлавом Ганкой». В ней на основе определённого стилистического сходства делается вывод, что RK и RZ написаны одним автором, но, прежде всего, в работе приводятся ошибки предполагаемого фальсификатора в грамматике старочешского (в частности, особенно в необычном употреблении аориста и вероятные лексические русизмы), а также обращается внимание на ряд подозрительных обстоятельств в истории обнаружения рукописей и в биографии Ганки. Этим трудом Вашек ознаменовал повышение накала в споре о рукописях в середине 1880-х годов. От его результатов позже отталкивался Ян Гебауэр. Из лагеря сторонников на работу Вашека ответил этнограф Франтишек Бартош, в сатирической статье «Филологическое доказательство того, что „Моравские народные песни“ — это подделка Франтишека Сушила» он высмеивает опрометчивость суждений Вашека и указывает на недостоверность используемых филологических методов, поскольку их последовательное применение может доказать «поддельность» любого текста, содержащего какие-либо языковые особенности.
В 1886 году реалисты решились начать публичную дискуссию о поддельности рукописей, для чего было уже достаточно поводов. В феврале в журнале Athenaeu, издаваемого Томашем Масариком, вышла статья известного чешского филолога Яна Гебауэра «Необходимость дальнейшего изучения Краледворской и Зеленогорской рукописей», которую Ян Квичала не хотел издавать в «Филологических записках». В марте того же года Масарик выступил против RKZ с социологической точки зрения. В июне о поддельности RKZ с литературно-исторической точки зрения написали Индржих Ванчура и Ярослав Влчек и, наконец, в июле сомнения с исторической точки зрения высказал Ярослав Голл. В том же 1886 году Йосеф Тругларж указал на параллели с произведениями, изданными до появления Рукописей; например, с «Потерянным раем» Мильтона. Реакция сторонников подлинности последовала уже в марте, когда на защиту Рукописей в газете «Народни листы» выступил Юлиус Грегр. К нему присоединились Франтишек Ладислав Ригер, Алоис Православ Троян, Вацлав Владивой Томек и филолог Мартин Гаттала, публиковавшиеся, прежде всего, в «Просвещении» и «Гласе народа».
В 1888 году Гебауэр издал научно-популярную книгу «Уроки поддельных Краледворской и Зеленогорской рукописей». В этой книге он неточно интерпретировал выводы химического исследования, проведённого профессорами Белогоубеком и Шафариком. По его мнению, оно однозначно доказывало фальсификацию Рукописей, что однако не соответствует выводам самих химиков в «Докладе о тщательном химическом изучении некоторых музейных рукописей» 1887 года.
В 1888 году самым известным сторонником подлинности Рукописей был Вацлав Флайшанс, но уже в 1899 году после публикации литературного анализа Яна Махала он признал подделку Рукописей. Также в 1890 году Йосеф Пекарж опубликовал в Athenaeu статью, в которой он доказывает, что местное название «Груба скала» появилось только в XVII веке, и, следовательно, это говорит против подлинности RK. Результатом усилий реалистов, среди прочего, стало постановление австрийского министерства культуры и образования от 1893 года (когда министром был Пауль Гауч), в котором Рукописи были официально переквалифицированы из старочешской литературы в новочешскую, и с тех пор в чешских школах преподается, что RK и RK являются поздней подделкой.
Своего рода точкой в спорах в XIX веке стало открытие криптограммы «Hanka fecit» (сделал Ганка), о которой в 1899 году на страницах «Филологических записок» написал школьный учитель Ладислав Доланский. Криптограмма была обнаружена в беспорядочных красных линиях на 14-й строке 4-й страницы литографической копии RZ (не в оригинале). Последующее изучение показало, что криптограммы нет, но в свое время это откровение Доланского заметно усилило позиции лагеря противников Рукописей.
Чтобы проиллюстрировать общественное значение этой ключевой фазы споров для всего периода, можно привести то, что высшее выражение чешской культуры того времени, Национальный театр после пожара 1883 года открылся оперой «Либуше», написанной Бедржихом Сметаной и вдохновленной Зеленогорской рукописью, и был украшен художниками поколения Национального театра по мотивам Рукописей, или что две из четырёх монументальных скульптур для моста Палацкого, построенного в 1876–1878 годах, представляют персонажей поэмы «Славой» из Краловедворской рукописи, и были завершены Йосефом Мысльбеком в 1888 и 1892 годах.

### Споры в XX веке
В 1911 году проблему рукописей вновь поднял археолог Йосеф Ладислав Пич, который без согласия Национального музея позаимствовал два листа из Краледворской рукописи и предпринял с ними поездку в Париж и Милан, где представил их местным палеографам. Впоследствии он опубликовал статью «Рукопись Краловедворского хорошо показала себя на международном форуме», но получил только насмешливую реакцию, которую не выдержал и застрелился. В газете «Народни листы» от 31.12.1911 45 чешских ученых опубликовали «Декларацию», в которой заявлялось, что спор о рукописи разрешён, авторство Ханки и Линды доказано и возобновление спора является пустой тратой времени (так называемый Сильвестровский манифест, под которым подписались, например. Ярослав Влчек, Йозеф Краль, Йосеф Пекарж, Зденек Неедлы, Йосеф Тругларж, Камиль Крофта, Томаш Масарик, Арне Новак, Вилем Матезиус; напротив, не принял его, например Ярослав Голл).
Тем не менее уже в 1913 году Викторин Войтех исследовал RZ с помощью фотографий в различных диапазонах спектра и среди прочего доказал отсутствие предполагаемой криптограммы.
Затем спор несколько утих и вновь заметно продолжился только после Первой мировой войны. В 1920-30-е годы большим сторонником подлинности рукописей был Франтишек Мареш, который в 1931 году опубликовал труд «Правда о Зеленогорской и Краловедворской рукописях». Его борьба за рукописи позже проходила в политической плоскости, и помимо ряда квалифицированных комментариев, он также высказал предположение, что противники рукописей сотрудничали с правительством в Вене, которое, по его словам, не хотело признавать подлинность рукописей. Его идеи поначалу не вызвали большого отклика, интерес к ним возрос перед Второй мировой войной. Иванов утверждает, что это было вызвано растущим национализмом. Об этом также свидетельствует работа публициста Яна Врзалика, одного из главных героев журнала и движения «Влайка» во времена Первой республики.
В 1932 году было учреждено Чешское общество рукописей, которое поставило перед собой цель «распространения и популяризации научных исследований по древним рукописям, в частности по славянским и в особенности чешским». Первым председателем общества на учредительном общем собрании был избран доктор права Вацлав Перек. Однако события после 1938 года вновь отодвинули проблематику RKZ в сторону. Некоторое возобновление деятельности произошло в 1945 году, однако в 1952 году общество решило добровольно закрыться.
Новый интерес к RKZ принесли шестидесятые годы. Лучшему ознакомлению чешского общества с их содержанием способствовал Камиль Беднарж, чей перевод Рукописей на современный чешский язык с иллюстрациями Милослава Троупа был опубликован в 1961 году. В 1966 году, в связи с приближением 150-й годовщины находки, директор Института чешской литературы доктор Моймир Отруба предложил провести химическое исследование RKZ в Чехословацкой академии наук, но предложение было отклонено. Однако благодаря инициативе Мирослава Иванова, поддержанного Йосефом Смрковским, исследованием все же занялся Институт криминалистики. Согласно результатам, опубликованным Ивановым, в ходе проверок с 1968 по 1971 год было доказано, что это подделки и что исследованные рукописи являются палимпсестами, то есть новыми текстами, написанными на старом пергаменте с удаленным оригинальным текстом. Иванов назвал авторами Вацлава Ганку, Йозефа Линду и Франтишека Горчичку. Однако после последующих возражений Институт криминалистики не разрешил публикацию материалов своих исследований.
В 1966 и 1967 годах в ежемесячнике чехословацких эмигрантов Zpravodaj Chicago (Чикагский репортер) вышло несколько статей о RKZ, автором которых был славист и германист проф. Сидней Зденек Рутар (1927—2003). Среди прочего, он обратил внимание на возможность того, что рукописи были созданы в писарской мастерской епископа Оломоуцкого Яна из Стршеды, которая существовала в Кромержиже около 1370 года. Это объяснило бы некоторые моравизмы. Рукописи, происходящие из этого скриптория, имеют такие же инициалы, что и RK.
В 1974 году в журнале славянской филологии Slavia вышло исследование проф. Карела Крейчего «Некоторые нерешенные вопросы вокруг RKZ», в котором впервые была высказана гипотеза о появлении RKZ в период барокко. В 1980 году проф. Зденко Ф. Данеш выступил с гипотезой о возможном южнославянском авторстве RKZ и возникновении рукописей при дворе у графов из Штернберка в XVI веке.
В 1993 году возобновило свою деятельность Чешское общество рукописей. В ходе своей издательской деятельности оно опубликовало две работы доктора Юлиуса Эндерса (1920—2005), в которых были синтетически проработаны основные филологические и эстетические аргументы в пользу древности RKZ (Лингвистический анализ Краледворской, Зеленогорской рукописей и другие древние тексты, с ними связанные, Зеленогорская и Краледворская рукописи, возникновение, стиль и ценность старочешской устной поэзии).

### Современные сторонники древности
Происхождение спорных рукописей — прежде всего RK и RZ — загадка чешской истории и лингвистики, до сих пор не проясненная подробно и однозначно, в прошлом часто злоупотребляемая в политических целях. Хотя для официальных институций это не актуальная исследовательская проблема, для дальнейшего обсуждения может быть важно зафиксировать развитие проблематики вокруг RKZ, а также определить и задокументировать их текущее состояние.
Современные защитники рукописей используют для распространения своей точки зрения в первую очередь интернет. Мнение о том, что RKZ не являются современными подделками, в настоящее время в основном защищает группа чешских интеллектуалов вокруг Чешского общества рукописей, которое занимается в первую очередь популяризацией знаний о Рукописях и других спорных памятниках, а также фокусируется на собственной исследовательской деятельности. В интернете можно найти не только тексты самих Рукописей (изображения оригиналов и копий), но и связанные с ними и спорами вокруг них тексты и обзоры документов.
Большая проблема всех крупномасштабных и междисциплинарных споров заключается в том, что аргументация ведётся индивидуально, и полемика разделена на множество слабо связанных друг с другом статей. Таким образом, обсуждение неизбежно является неполным, поскольку каждая статья, из-за ее ограниченного объема, полемизирует только с отдельными доказательствами, а не с их совокупностью.

## Доказательства поддельности RKZ
Поскольку значительная часть научного сообщества и вся чешская общественность долгое время верила в подлинность рукописей, для выступления против них необходимо было иметь очень серьезные аргументы. В то время наиболее достоверной считалась прежде всего Краледворская рукопись. Поиск и отстаивание доказательств были очень медленными, и на момент публикации поддельность этих произведений не была очевидна, хотя их уникальность вызывала некоторые сомнения.
Рукописи прошли множество проверок и анализов, которые проводили ведущие чешские эксперты во всех соответствующих областях. Их результатом стало заключение, которое в настоящее время общепринято, что это подделка. Но, хотя общественные науки считают RKZ подделками XIV века, научные исследования пока не подтвердили эту гипотезу.

### Лингвистический анализ
Основные аргументы о поддельности рукописей предоставляют грамматический и лингвистический анализ. Грамматика рукописей соответствует представлениям о древнечешском языке, которые создал Йозеф Добровский и его окружение в начале XIX века, когда было известно лишь небольшое число древних источников. И хотя эти идеи были в основном правильными, все же в грамматике рукописей есть ряд неточностей касательно развития чешского языка, что стало ясно позже, после изучения более поздних находок. Грамматический анализ также обнаруживает параллели между RK и RZ, например, часто некорректно не различаются совершенный аорист и несовершенный вид глагола. На эти грамматические особенности указывали уже Вашек и Гебауэр, а также позже, например, в 1932 году Флайшганс или в 1969 году Комарек (Jazykovědná problematika RKZ, Лингвистическая проблематика RKZ). Против этих аргументов выступает мнение, что на момент создания рукописей не было ни точных грамматических правил, ни обученных писцов, а сами рукописи не были написаны для филологов: «Неумелый писец пишет, как может».
Примером лингвистической ошибки является, например, употребление слова tábor «лагерь» в смысле военного лагеря (в стихе Ярослав), в этом смысле слово стало употребляться только после 1420 года. Мареш обнаружил это в 1931 году, объяснив слово как монгольский термин «thabôr», обозначающий ханскую конницу. В 1906 году Неедлы обратил внимание на знание слов и вещей (kotel «котел», lesní roh «валторна» в стихах Людиша и Любор и Ярослав), которые, по его мнению, проникли на чешские земли только в XVII веке.
Другим важным элементом является использование слов (например, tlupa «банда», děva «дева», jeseň «осень»), которые, по словам Гебауэра, не встречаются в более старой чешской литературе и попали в чешский язык «возрожденческим путем» из других славянских языков, особенно из русского и словенского. Поэтому, например, Данеш пришёл к выводу, что автором рукописей мог быть южнославянин. Однако некоторые из этих слов (děva «дева», věhlasný «знаменитый», stáše) также встречаются в так называемой стокгольмской рукописи «Легенда о Святой Екатерине», написанной в начале XV века, о чём в Чехии никто не мог знать между 1648 и 1850 годами.

### Исторический анализ
Ещё одна проблема, связанная с рукописями, — это ряд аисторизмов. Примером аисторизма в стихах «Ярослав» из RK является чудесный источник в гостинской часовне. Однако в то время, о котором говорится в рукописях, его не существовало, и поэтому это может быть только во времена барокко (Ярослав Мезник «Рукописи с точки зрения истории»). Битва при Гостине также не упоминается ни в каких источниках. Впрочем, можно говорить о самом названии холма (в РК — «Hostajnov», «Гостайнов»), да и о чудесном излиянии источника в RK тоже прямо не говорится: он только возродился от проливного дождя.
Точно так же, согласно Пекаржу, битва не могла произойти возле Груба-Скалы (Hrubé Skály) (стихотворение Бенеша Гержманова в RK), потому что замок Груба-Скала был построен позже. Однако, по мнению Данеша, термин «hrubá skála» может обозначать только большую безымянную скалу.
Значительным аисторизмом можно считать общее послание Рукописей, которое связано с началом XIX века и проявляется в особенно сильной демократичности и свободе воли в действиях персонажей. В литературе того времени, когда должны были создаваться рукописи, это было бы совершенно уникальным явлением. С другой стороны, оно точно соответствует времени изменений, связанных с Французской революцией, а также с процессами национального возрождения и демократизации, которые произошли благодаря новой концепции общества.

### Литературный анализ
Литературный анализ показал, что эти произведения не упоминаются в других текстах, другие произведения не основаны на них, и в то же время у рукописей нет литературных предшественников. Это делает их практически независимыми от окружения, что не невозможно, но маловероятно. Эта независимость вызвана не оплошностью фальсификаторов, которые теоретически могли использовать утерянные произведения, а их попытками доказать древность чешских эпосов, для которых просто нет чешской письменной литературы. Отсутствие предшественников и потомков не исключает подлинности, но качественная работа обычно имеет предшественника, а если и нет, то она вызывает определённый отклик.
В рукописях используется десятистопный стих, который часто встречается в южнославянском эпосе (десетерац), но обычно не появляется в подлинных древнечешских произведениях.
Хотя произведение с его общей концепцией стоит особняком в чешской литературе, на него повлияли другие произведения. Рукописи даже основаны на ряде работ и, по-видимому, продолжают их. При более тщательном анализе были обнаружены заимствования из произведений, в то время неизвестных в чешском географическом регионе. Поскольку это произведения на южнославянском, русском и английском языках, несомненно, это было неслучайное знание. Уверенность в неизвестности произведений основана на том, что о них никто не пишет и впоследствии они воспринимаются как новинка. Наиболее проблематичным с точки зрения подлинности является использование произведений, написанных позже Краловедворской рукописи. Самый известный пример этого явления — использование произведения Марко Поло «Миллион», из которого якобы прямо цитируется описание пророчеств при татарском дворе.
С другой стороны, Рукописи старательно избегают немецких подражаний, которые сыграли решающую роль в чешской литературе, так как чешское образование было связано с немецкими землями. Поскольку первоначальными распространителями эпоса были странствующие певцы, ни одно произведение не смогло избежать их влияния.

### Отсутствующие или неизвестные элементы и анахронизмы
О подлинности можно судить по вещам, которых нет в произведении, но их присутствие можно было ожидать. Главное, чего не хватает Рукописям, — это предназначения. Каждое письменное произведение обычно предназначено для какой-либо группы, а поскольку в период XIII—XIV вв. грамотным в первую очередь было сословие церковных сановников, то произведения того времени чаще всего предназначены для них. Однако в RKZ такое предназначение не очевидно. По мнению некоторых авторов, особенно Юлиуса Эндерса, рукописи — это запись устной поэзии, читаемой например странствующими певцами, поэтому произведения предназначались для широкого круга.
С другой стороны, в рукописях отсутствует ряд элементов, которые можно было бы ожидать от подделки начала XIX века. В RK, например, нет легенды о Горимире, которую большинство историков считает сфабрикованной Вацлавом Гаеком из Либочан только в XVI веке. Во многих анализах это считается скорее подтверждением более древнего происхождения RKZ, так что авторы продемонстрировали значительное историческое чувство, сознательно не включив эту легенду.
В рукописях есть описания, которые (уже) непонятны для XIX века и которые могут указывать на подлинность, так как современный фальсификатор стремился бы объяснить их смысл. И наоборот, анахронизмы, не соответствующие времени предполагаемого происхождения, свидетельствуют против древности — например, в песне Skřivánek простая девушка хочет писать на пергаменте.

### Палеографический анализ
Более подробные палеографические оценки рукописей появились только в 1896 и 1897 годах, когда в Атенеуме было опубликовано несколько статей реалистов, выступавших против подлинности рукописей (Т. Г. Масарик: Některé pochybnosti paleografické a pod; Карел Иреней Черный: Pochybnosti paleografické; Йозеф Тругларж: P. Paterovo «Umučení» a RK i RZ. Paleografická studie). В последующие годы, критику рукописей публиковали, например, Вацлав Войтишек (K paleografickému prozkoumání RKZ, 1914) или Йиндржих Шебанек («Rukopisy» po stránce paleografické, 1937).
Приведённые аргументы были резюмированы в 1969 году Зденеком Фиалой. Некоторые из них: RZ содержит не только древние элементы письменности IX века, но и элементы XII—XIV веков. Некоторые буквы (например, р) написаны неестественным (так называемым «живописным») способом. Буква k в RK выглядит как имитация шрифта гуситского периода; по мнению Фиалы, авторы рукописи также безуспешно пытались придать древнюю форму другим буквам и диграфам. RZ написан на уже использованном пергаменте, остатки оригинального текста соответствуют готическому письму XIII века, что на несколько веков позже, чем датируется рукопись.
Однако, по мнению З.Ф. Данеша, все представленные палеографические аргументы допускают возможность создания рукописей до XIX века, где-то после 1500 года. Павел Коларж также привел объяснения некоторых палеографических особенностей RK в 2017 году.
Мнение о том, что RZ — это палимпсест, не подтвердилось в исследовании 2018 года, остатков оригинального текста не было обнаружено.

### Естественнонаучный анализ
История естественнонаучных исследований материальной стороны рукописей очень богата, исследован состав красок и пигментов цветных слоев, в том числе инициалов. Были также исследованы участки на пергаменте, которые могли показать, что это палимпсест. Что касается возраста пергамента, то он соответствует времени предполагаемого происхождения, что было одним из аргументов защитников подлинности.
Первые более подробные химические исследования Зеленогорской рукописи были проведены ещё в 1839 году Августом Кордой, который назвал её «очень старой». Краледворская рукопись более подробно была исследована химически только в 1880 году по просьбе филолога Мартина Гатталы так называемой разуровской комиссией, в работе которой принимал участие Войтех Шафаржик. Вывод снова был в пользу «древности письма и чернил».
Очень тщательная экспертиза была проведена по решению административного комитета Музея Чешского королевства, особенно по инициативе филолога Яна Гебауэра, в 1886 году химиками Войтехом Шафаржиком и Антонином Белогубеком, которые работали независимо друг от друга. Шафаржик не нашёл ничего, что указывало бы на то, что RK является современной подделкой. Заключение Белогубека было таким: «Краледворская рукопись ведёт себя в микроскопических и микрохимических условиях, по сути, как несомненно древние рукописи того же возраста, к которому она причисляется». Кроме того, этот анализ выявил на инициале N берлинскую лазурь, которая стала известна только после 1704 года. Это стало одним из ключевых доказательств подделки рукописей. Сторонники аутентичности, однако, утверждают, что берлинская лазурь попала на пергамент во время более поздней реставрации и что во время обнаружения RK инициал был написан красным.
В 1913—1928 годах Викторин Войтех исследовал RZ, используя фотографии в различных областях светового спектра. В своих выводах он заявил, что RZ не был палимпсестом, а также что результаты предыдущих расследований, проведённых Кордой, Белогубеком и Шафаржиком, были надёжными и что не было обнаружено никаких признаков, свидетельствующих что RKZ являются современной подделкой.
Другое часто упоминаемое исследование было проведено в 1967—1971 годах Институтом криминалистики Федерального управления общественной безопасности в Праге по предложению писателя-публициста Мирослава Иванова. Результатом ряда проверок четырёх спорных памятников (RK, RZ, PV и MPKV) стало заявление, что это, несомненно, палимпсесты и современные подделки, имеющие общие технологические особенности. Пишущий материал текста — не чернила (в трёх случаях это концентрированный раствор различных солей, в случае MPKV — суспензия сажи-чернил). В RZ и RK писец также использовал инициалы для чешского текста, а в новом тексте использовал некоторые неудаленные или недостаточно удаленные инициалы и маюскулы. В случае RZ оригинальным текстом был псалтырь конца XIII века. В обеих рукописях также присутствовала искусственная патина старины. Таким образом, согласно выводам команды Иванова, общие черты также указывают на возможность общего происхождения.
Иванов постоянно спорил с результатами исследований в области художественной литературы. Только в 1975 году, то есть через 4 года после окончания исследования, научный совет Института криминалистики провел процедуру возражения и не одобрил публикацию результатов. После ноября 1989 года Иванов оспорил это решение как политически мотивированное. Национальный музей, как хранитель рукописей, создал свою собственную экспертную комиссию, которая впоследствии подтвердила, что процедура возражения не является политической манипуляцией, и рекомендовала не принимать Протоколы RKZ; тем не менее они были выпущены в сокращенном виде.
Последнее исследование материалов было проведено и подробно описано в 2017 и 2018 годах командой, составленной и постоянно инспектируемой Национальным музеем. Основная цель заключалась в том, чтобы выяснить и задокументировать текущее состояние RK и RZ с помощью неинвазивных методов, включая последствия предыдущих химических тестов и вмешательств. Опубликованные результаты говорят о том, что текущее физическое состояние обеих рукописей неудовлетворительно и что они необратимо отмечены предыдущими испытаниями. Во время этого исследования не было обнаружено никаких следов оригинального письма, что свидетельствует о том, что это были палимпсесты. Также было установлено, что все пергаменты RK и RZ изготовлены из телячьей кожи. Однако определение возраста пергамента и чернил с помощью радиоуглеродного датирования и сканирующей микроскопии привело бы к дальнейшему повреждению памятников, поэтому эти методы не использовались.

## Авторство рукописей
К спору об RKZ также относится определение авторства рукописей, которое так и не было доказано четко, однозначно и прямо. Кто автор этих стихов и кто написал текст на пергаменте так, чтобы он выглядел как средневековое произведение, — всё ещё нерешённый вопрос. Вацлав Ганка писал в предисловии к 1-му изданию «Рукописей» 1819 года: «Кто нам теперь назовет имена складателей? Кто с таким вкусом собрал их вместе?»
Если это средневековые манускрипты, тогда основой текста могла бы быть устная поэзия, предназначенная для публичного исполнения специальными, часто странствующими, певцами. Зденек Рутар считает составителем, собравшим и записавшим RK, поэта Ржегоржа из Угерски-Брода, который около 1370 года был смотрителем Кромержижского скриптория епископа Яна из Стршеды. Однако Рутар одинок в этом мнении.
Среди сторонников гипотезы создания рукописей между XIV и XIX веками можно упомянуть Фр. Данеша, он характеризовал возможного автора как южнославянина, знакомого с сербскими и хорватскими героическими песнями и также знающего, хотя и несовершенно, древнечешский язык, который для стихов использовал более старые источники и подверг их некоторой правке. Его целью могло быть чествование  Штернберков, на которых он работал около 1500 года. Карел Крейчий относил создание рукописей к периоду барокко, но не уточнял авторство.
В соответствии с преобладающим мнением, которого придерживаются прежде всего специалисты гуманитарных дисциплин, RKZ были созданы в начале XIX века. Главным подозреваемым в авторстве является Вацлав Ганка, в качестве доказательств приводятся неправдоподобность и языковые особенности текстов. Ганка связан не только с обеими RKZ, но и другими менее важными спорными (поддельными) рукописями. Последние иногда называют прикрытием подделки, предполагая, что Ганка создал их как фальшивые доказательства подлинности RKZ (на основе тех же элементов языка и т. п.). Одним из весомых доказательств авторства Ганки является его старейшая грамматика древнечешского, которую он набросал в предисловии к первому тому своих изданий древних текстов Стародавних складаний. В грамматике он описывает языковые явления, которые встречаются в RKZ, но противоречат фактам, установленным на основе других литературных памятников древнечешского языка. В конце XIX века убеждение в авторстве Ганки было насколько сильным, что Ладислав Доланский в одном нечитаемом месте Зеленогорской рукописи расшифровал признание Hanka fecit (сделал Ганка).
Главным кандидатом на соавторство считают Йозефа Линду, который якобы нашёл первую спорную рукопись, Вышеградскую песнь, в период, когда проживал с Ганкой. Прежде всего, была обнаружена связь исторического романа Линды «Заря над языческим миром» с Зеленогорской рукописью, а также некоторыми стихами RK, главным образом эпическими. Подробным литературным анализом этой связи занимался Йосеф Гануш. Окончательная редакция и языковое соответствие, однако приписывается Ганке.
К числу других возможных соавторов относятся уже забытый поэт Вацлав Алоис Свобода (который позже перевел RKZ на немецкий язык) и, возможно, Йозеф Юнгман, которого в авторстве RZ подозревал Добровский. Мирослав Иванов и ещё ряд специалистов считают, что в создании Рукописей принимал участие художник Франтишек Горчичка, владелец старинных рукописей, имевший обширные познания о средневековой живописи. Горчичка был знаком с Ганкой, ходил с ним на лекции Добровского и как куратор коллекций Коллоредо-Мансфельдов ездил в замок Зелена-Гора, откуда появилась RZ.
Защитники рукописей в пользу подлинности приводят то, что в начале XIX века не было фигуры, которая могла бы сложить такие стихи. Невозможно, чтобы два заурядных поэта, Ганка и Линда, создали настолько качественное произведение, о чём часто приводится цитата Яна Неруды (сторонника RKZ): "Две мазилки могут объединиться и будут рисовать, как Рафаэль.
Мнения чешских гуманитарных специалистов после 2000 года не всегда однозначны. Например, Любомир Сршень в 2009 году писал: «Тезис о Вацлаве Ганке как создателе Краледворской рукописи крайне маловероятен и больше не является состоятельным, таким образом, необходимо далее продолжать поиски настоящего авторе RK». Ганка, по его мнению, был просто редактором памятников. Далибор Добиаш считает, что авторами могла быть группа из лучших чешских литераторов того времени, в том числе Йозефа Юнгмана, который был большим сторонником RKZ . Однако участие Йозефа Линды Добиаш считает открытым вопросом из-за неясностей в датировке создания «Зари над языческим миром» и из-за сложного отношения Линды к Ганке. Линда избегал разговоров о RKZ, и, по мнению Зденека Вольного, причастность его и Ганки к созданию RKZ доказать нельзя.
Никто не признался ни в авторстве, ни в участии в какой-либо группе авторов, и остается загадкой, как удалось сохранить тайну о существовании такой группы в относительно небольшом кругу чешских патриотов, хотя публикация таких стихотворений под собственными именами прославила бы авторов.

## Спор в профессиональной литературе
Спор о Рукописях привел к написанию большого числа профессиональной и научно-популярной литературы, часто выражающей личные убеждения авторов. Практически каждый чешский литературный историк, живший около 1850 года, интересовался этой проблематикой и повлиял на ту или иную точку зрения. За период 1850—1980 гг. создано неисчислимой количество литературы, связанной с Рукописями, отдельные работы содержат множество ссылок на современные им события, в определённые периоды она часто была политически окрашена аргументацией и личными нападками на сторонников других взглядов. Тексты некоторых публикаций иногда труднодоступны.
В наше время публикации на тему RKZ (монографии и статьи в специализированных журналах) довольно редки — возможно, за исключением деятельности Чешского общества рукописей. Проблематика RKZ затрагивается в темах дипломных работ. Из публикаций, выпущенных после 2010 года, можно отметить те, автором или редактором которых является литературный историк Далибор Добиаш.
Количество различных публикацией достигает десятков тысяч и составление их полного списка уже невозможно (кроме научных монографий, статей в журналах и газетах, упоминаний в энциклопедиях или в учебниках, не стоит забывать и научно-популярную литературу, радио- и телепередачи, тексты в интернете). В 1931 году обширный перечень привел Франтишек Мареш в книге «Правда о RZK», он также разделил их на публикации защитников и противников. В 1968 году подробный обзор составил Мирослав Лаиске (опубликовано в сборнике «RKZ — Нынешнее состояние знаний» (RKZ — Dnešní stav poznání)). Обширные данные о библиографии RKZ можно найти на сайте Чешского общества рукописей. Репрезентативная выборка библиографии, охватывающая, вероятно, все важные источники, содержащие наиболее существенные знания о RKZ, дается в публикации Национального музея «Материальное исследование Краледворской и Зеленогорской рукописей: Документация текущего состояния» 2018 года (Hmotný průzkum Rukopisů královédvorského a zelenohorského: Dokumentace současného stavu).

## Значение и последствия спора
Рукописи оказали значительное влияние на развитие и распространение чешской культуры. Персонажи и истории из Рукописей были частым источником вдохновения у чешских художников, и спор вокруг них во второй половине XIX века сделал эти темы ещё популярнее.
Ещё в 1821 году Вацлав Климент Клицпера написал пьесу «Либушин суд». В 1832 году Йозеф Каетан Тыль написал свою первую пьесу «Výhoň», Ян Непомук Штепанек в 1838 году драму «Ярослав Штемберк». Йозеф Вацлав Фрич в 1861 году написал драматическую поэму «Либушин суд». В 1880 году Юлиус Зейер опубликовал сборник «Вышеград», в 1887 году он написал комедию «Гнев Либуши». Рукописи также повлияли на «Старинные чешские сказания» Алоиса Йирасека (1894).
В 1873 году Зденек Фибих написал симфоническую поэму «Забой, Славой и Людек», Бедржих Сметана в 1874—1879 годы — цикл симфонических поэм «Моя родина», а в 1881 году прошла премьера его оперы «Либуше» на либретто Йозефа Венцига.
Влияние рукописей на чешское изобразительное искусство проявилось, главным образом, в оформлении пражского национального театра. В нём можно найти цикл из 14 люнетов Миколаша Алеша «Родина» и люнет Франтишека Женишека «Возведение на трон Пржемысла Пахаря». В салоне Королевской ложе изображены «Пржемысловцы» (с Либушей и Пржемыслом) авторства Вацлава Брожика. На главном фасаде — статуи «Забоя» и «Люмира» авторства Антонина Вагнера. Йозеф Вацлав Мысльбек в 1889—1897 годы создал скульптуры «Либуше и Пржемысл», «Люмир и песня», «Забой и Славой», «Цтирад и Шарка» (она предназначалась для Палацкого моста, после его разрушения в конце Второй мировой войны перенесена в Вышеградские сады).
В музее Чешского рая в Турнове хранится картина маслом Миколаша Алеша и его помощников Войтеха Бартонека, Карела Витезслава Машека и Вацлава Янсы 1895 года «Убийство саксов под Груба-Скалой». Размеры 10 × 8,5 метров делают его одним из самых больших холстов в мире.
Поиск аргументов в пользу и против подлинности рукописей часто вносил положительный вклад в углубление знаний и развитие определённых дисциплин, особенно в области чешской литературной и исторической науки.
Борьба за Рукописи подтолкнула поиск других письменных памятников в архивах. Однако одним из её последствий стало чрезмерно критическое отношение к подобным памятникам. Так, на рубеже XIX—XX веков в рамках реалистического течения под сомнение поставили ряд памятников, подлинность которых позже была подтверждена. Этот вопрос повлиял на ряд работ и размышлений об истоках чешской литературы, и в некотором смысле этот опыт постоянно находит отражение в спорах о датировке Кристиановой легенды.
Политизация спора привела, особенно в отдельные периоды, к расколу мнений в чешском обществе и часто проявлялась в личных нападках (включая трагические последствия, как в случае с Йосефом Ладиславом Пичем).
Итогом спора в настоящее время является всеобщее понимание того, что рукописи являются подделками начала XIX века. Это одна из причин, почему содержание самих рукописей, то есть тексты стихов, плохо известно чешской публике. Но, независимо от времени и способа происхождения, сейчас — это чешский литературный памятник возрастом не менее 200 лет, который бесспорно старее, чем, например, «Дщери Славы» Коллара, «Май» Маха или «Букет» Эрбена, и о котором, например, Ян Антонин Питинский сказал в 2011 году: «… это определенно мировая поэзия, не второстепенная, и притом захватывающая…».